# I lejonets tecken (film, 1976)
I lejonets tecken (originaltitel: I Løvens tegn} är en dansk gladporrfilm från 1976.
Två gamla damers dröm om att få ge ut en roman gör att de skriver ner sina mer eller mindre oskyldiga minnen. Men den färdiga boken blir allt annat än oskyldig. Därför väljer de att ge ut boken under ett annat namn, nämligen deras unga och oskuldsfulla brorsons.

## Skådespelare
- Sigrid Horne Rasmussen
- Ann Marie Berglund
- Else Petersen
- Anne Magle
- Ole Søltoft
- Poul Bundgaard
- Lizzi Varencke
- Werner Hedmann
- Karl Stegger